# Planigale
Planigale là một chi động vật có vú trong họ Dasyuridae, bộ Dasyuromorphia. Chi này được Troughton miêu tả năm 1928. Loài điển hình của chi này là Planigale brunneus Troughton, 1928 (= Phascogale ingrami Thomas, 1906).

## Hình ảnh

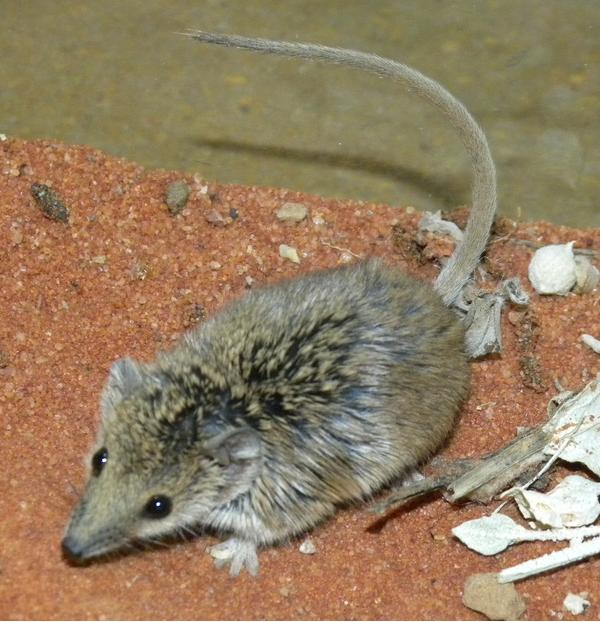

## Các loài
Chi này gồm các loài: